# Tail

tail یکی از دستورهای خط فرمان یونیکس است. این دستور برای نمایش چند خط آخر یک فایل استفاده می‌شود.

## طریقه استفاده
طریقه استفاده بدین شکل است:
```
 tail [options] <file_name>
```

به طور پیشفرض tail ده خط آخر ورودی اش را در خروجی استاندارد چاپ می‌کند. می‌توان با اضافه کردن گزینه‌هایی این رفتار پیشفرض را تحت تأثیر قرار داد. دستور زیر ۲۰ خط آخر filename را چاپ خواهد کرد.
```
tail -n 20 
filename
```

مثال زیر ۱۵ بایت آخر تمامی فایلهایی که با عبارت foo شروع می‌شوند را نمایش می‌دهد:
```
tail -c 15 foo*
```

مثال زیر تمام خطوط filename بعد از خط دوم را نمایش می‌دهد:
```
tail -n +2 
filename
```